# Carl Abs

Carl Abs im Jahr 1885

Carl Johann Theodor Abs (* 12. September 1851 in Groß Godems in Mecklenburg; † 18. Februar 1895 in Hamburg), auch bekannt als „die plattdeutsche Eiche“ oder german oak, war der größte deutsche Ringer des 19. Jahrhunderts und gilt als Begründer des modernen Ringkampfes in Deutschland. Sein Kampfgewicht lag bei etwa 103 kg bei einer Größe von 1,84 m. Sein Leben und Wirken erregte Ende des 19. Jahrhunderts zumindest in Deutschland ausgesprochen großes öffentliches Interesse. 1891 erschien beispielsweise das Buch Carl Abs, der Meisterschafts-Ringer der Welt: Sein Leben u. Wirken.

## Leben

### Groß Godems
Carl Abs wuchs bei seinem Vater Carl Abs und seiner Mutter Sophie Abs (geb. Jürgens) in Groß Godems auf. Als Sohn eines Zimmermanns sollte Carl Junior das Handwerk seines Vaters erlernen und fortführen. Für die Schule hatte er wenig Interesse. Nachmittags, nach der Schule, widmete er sich lieber der Arbeit als Pferdeknecht. Mit den Jahren entwickelte er ein reges Interesse an der Entdeckung seiner Umwelt und verließ einige Jahre später seine Familie und zog nach Hamburg.

### Hamburg
Abs genoss sein neues Leben und erkundete die ihm offenstehenden Möglichkeiten. In der Fabrik von Langenstein fand er seine erste Beschäftigung. Im Jahr 1873 begann er seinen Militärdienst, den er bis 1874 im 76. Infanterieregiment ableistete. Durch seinen Pflichteifer und die Pünktlichkeit verkürzte sich sein Dienst um zwei Jahre. Danach begann er in einem Weingeschäft zu arbeiten. Als er ein Angebot bekam als herrschaftlicher Kutscher zu arbeiten, entschied er sich seinen Arbeitgeber zu wechseln. Nachdem die Geschäfte seines Arbeitgebers so schlecht liefen, dass dieser Abs wieder entlassen musste, kehrte er nach Groß Godems zurück. Sein Vater war erkrankt und ein Freund aus Kindertagen verstorben.
Schließlich kehrte Abs wieder nach Hamburg zurück und fand in der Holzhandlung von „Jagtmann & Koschinsky“ eine neue Beschäftigung. 1877 lernte er Katharina Maria Augusta Warncke, die Tochter des Bürgers Warncke kennen. Im selben Jahr heiratete er sie.

### Erstes Auftreten und Erfolge in Deutschland

Zeichnung. Abs hebt in einem Zirkus ein Pferd

Mitte der 70er Jahre kam es zum ersten Kampf im Leben von Carl Abs. Er kämpfte gegen den „Eisernen Wilhelm“, wobei es am Ende dieses Kampfes unentschieden stand. Den 2. Kampf konnte Abs für sich entscheiden. Damit wurde in Abs der Ehrgeiz geweckt, weitere Kämpfe zu gewinnen. In Hamburg eröffnete er 1881 sein eigenes Lokal Athletenkeller, das gleichzeitig als Artistenschule genutzt wurde. 1882 gewann er bei einer Sport-Ausstellung in Berlin die Hufeisen-Medaille. Durch seine anfänglichen Erfolge wurden diverse Zirkusse aus Deutschland auf ihn aufmerksam. Unter Anweisung des Zirkusdirektors Renz zog Abs durch ganz Deutschland. Nach den geglückten Kämpfen kehrte er nach Hamburg zurück. Als würdige Gegner erwiesen sich Mathias Sobien und Willy Heinrichs. Im Jahre 1885 erzielte er im Zirkus Blumenthal durch weitere Kämpfe neue Erfolge in Karlsruhe.

### Amerika/New York
Da die Ringerszene zu dieser Zeit in Deutschland nur gering ausgeprägt war und Abs lediglich als „Artist“ und Attraktion galt, begab er sich nach Amerika, wo sich bereits eine eigene Wettkampfkultur um das Ringen entwickelt hatte. Die Vertretung der Deutschen war jedoch recht spärlich und sah sich den anderen Ringern als unterlegen an. Darum musste sich Abs erst innerhalb der eigenen Reihen beweisen. So besiegte Abs den besten Ringer des deutschen Turnvereins in nur drei Minuten und warf danach auch Professor Höffler in einem Privatmatch, der daraufhin sein Trainer und Unterstützer wurde.
Abs wurde von nun an in der amerikanischen Ringkampfart unterrichtet, um auch gegen die Amerikaner Erfolge erzielen zu können. Im Land der unbegrenzten Möglichkeiten gewann Abs auch erstmals gegen einen Japaner, Sorakichi Masuda, der andere Techniken beim Kämpfen anwandte. Die Kämpfe gegen Edwin Bibby und William Muldoon konnte Abs ebenfalls für sich entscheiden. Daraufhin wurden ihm der Titel „stärkster Ringer der Welt“ und eine Champion-Medaille, im Wert von damals 1200 Mark, verliehen. Als Abs schließlich nach Hamburg zurückkehrte, hatte er in Amerika insgesamt 10 Ringer geworfen und 27 Gegner beim Gewichtheben besiegt.

### Leipzig und Lübeck
Zurück in Deutschland führte es ihn mit dem Zirkus Corty-Althoff nach Leipzig. Unter einigen weniger bekannten Gegnern befand sich unter anderem Gustav Bachmann, ein Mitglied des Stötteritzer Turnvereins. Dieser wurde bei den üblichen Zirkus-Ringkämpfen laut eigener Aussage übergangen und forderte darum einen Preis-Ringkampf. Abs, der zu diesem Zeitpunkt bereits in Berlin engagiert war, reiste extra zurück nach Leipzig, um diese Herausforderung anzunehmen. Nach nicht einmal einer halben Minute besiegte Abs Bachmann. Nach seinem Engagement in Berlin, kam Abs mit dem Circus Leonhard nach Lübeck. Dort besiegte er den Franzosen Pierre Rigal. Nach dem verlorenen ersten Kampf forderte Rigal eine Revanche, die er ebenfalls verlor.

### Frankreich und England

Abbildung Carl Abs’ in einer Zeitung

Der Circus d’hiver engagierte Abs und behauptete, er sei ein Däne, um Konflikten, die generell zwischen Frankreich und Deutschland bestanden, vorzubeugen. Doch der Betrug konnte nicht lange aufrechterhalten werden. Ganz Frankreich war schockiert über den Ringkämpfer aus Deutschland. Abs brach seinen Aufenthalt in Frankreich ab und nutzte die Chance, um sich in England nach Kämpfen umzuschauen. Im Drurylane Theater forderte er die Leute auf, sich für einen Kampf freiwillig zu melden. Niemand ging auf sein Angebot ein, woraufhin Abs bald die Heimreise antrat.

### Gebrüder Brumbach und Tom Cannon
Im November 1890 kam es in Hamburg zu einem Turnier im Kraftheben, da die bayerischen Brüder Brumbach Abs herausforderten. Als Abs sie jedoch aufforderte die Kunststücke, die er mit den Gewichten vormachte, nachzumachen, lehnten sie ab. Die Gebrüder weigerten sich und das Publikum war umso begeisterter von Abs.
Am 25. Juli 1891 gewann Carl Abs in Berlin seinen vielleicht wichtigsten Kampf gegen den englisch-amerikanischen Meisterschaftsringer Tom Cannon. Cannon erwies sich als einer der schwersten Gegner Abs’, doch umso größer war sein Ruhm, als er ihn schließlich bezwang. Letztendlich wurde er von den Berliner Massen als „Stärkster Mann der Welt“ und „champion wrestler of the world“ bejubelt.
Nach den Kämpfen in Deutschland reiste er nach Wien, um dort im Zirkus Schumann gegen den Champion Cheri Robinet anzutreten. Im ersten Kampf stand es unentschieden, weshalb es eine Revanche gab. Diese entschied Abs für sich. Es folgten weitere Kämpfe gegen den französischen Ringer Masson, wobei hier der Sieg von den Schiedsrichtern nicht anerkannt wurde, das Publikum feierte Abs aber als eindeutigen Sieger. Nach weiteren erfolgreichen Kämpfen gegen Wiener Athleten, kehrte Abs nach Hamburg zurück.

### Carl Abs gegen Antonio Pierri
Im Januar 1893 forderte Antonio Pierri Abs in Hamburg Altona zum Kampf heraus. Der Sieg Abs‘ sorgte für Protest von Pierri, da er behauptete lediglich ausgerutscht zu sein. Die Schiedsrichter wiesen diesen Einwurf ab und erklärten Abs zum Sieger. Nur durch das eindringliche Bitten Pierris, seinen Ruf wiederherstellen zu dürfen, stimmte Abs einem weiteren Kampf zu. Dieser fand am 4. Februar 1893 am selben Ort statt. Durch einen überraschenden Wurf, sah sich Pierri vorzeitig als Sieger und beendete den Kampf. Alle Schiedsrichter stimmten in ihrem Protokoll überein und erklärten, dass Pierri den Kampf zu Unrecht beendet hätte. So kam es am 9. Februar zum dritten Kampf zwischen Pierri und Abs. Dieser musste jedoch abgebrochen werden, da Abs Pierri die Schulter ausrenkte. Der Kampf wurde auf den 9. März 1893 verschoben. An diesem Tag warf Abs Pierri in nur 16 Minuten.

## Letzte Lebensjahre
Nach dem Sieg gegen Pierri zog Abs sich allmählich vom Ringen zurück und konzentrierte sich mehr auf das Gewichtheben. Am 26. Dezember 1894 trat Abs ein letztes Mal in Rendsburg auf. Im Januar 1895 erkrankte er an einem Leber- und Nierenleiden sowie Wassersucht.
Carl Abs starb nach einmonatigem Kampf am 18. Februar 1895 in Hamburg. Er hinterließ seine Frau, eine 17-jährige Tochter und einen 13-jährigen Sohn. Am 22. Februar 1895 wurde Abs auf dem Friedhof Ohlsdorf begraben.

## Titel
In Deutschland und unter seinen Anhängern gilt er durch seinen Sieg vom 18. Mai 1885 über William Muldoon als erster deutscher Weltmeister im griechisch-römischen Stil, was ihm jedoch in den USA nicht anerkannt wird.

## Bekannteste besiegte Gegner
| Ort      | Gegner                                                        | Zeitraum  |
| -------- | ------------------------------------------------------------- | --------- |
| Hamburg  | „Eiserner Wilhelm“ Mathias Sobien Willy Heinrichs             | 1875–1880 |
| New York | William Höffler Sorakichi Matsuda Edwin Bibby William Muldoon | 1885      |
| Lübeck   | Pierre Rigal                                                  | 1886      |
| Berlin   | Tom Cannon                                                    | 1890      |
| Wien     | Cheri Robinet Masson                                          | 1892      |
| Hamburg  | Antonio Pierri                                                | 1893      |

## Beste gemessene Kraftleistung
Die hier dargestellten Leistungen waren in der damaligen Zeit von öffentlichem Interesse und wurden in der in Wien erschienenen Allgemeinen Sport-Zeitung am 17. März 1895 veröffentlicht.

### Einarmig
- Hochreißen einer langen Kugelstange von der Erde aus: 72,5 und 80 kg
- Stemmen einer kurzen Hantel von der Erde aus: 92 kg
- langsames Stemmen langer, senkrecht gestellter Kugelstange, durch Trick in Schulterhöhe horizontal gebracht, von der Erde aus: 100 kg
- in militärischer Grundstellung 3-mal Stemmen von Schulter: 50 kg
- mit beiden Händen Heben zur Schulter und langsames Stemmen mit rechter Hand, kurze Hantel: 100, 107.5 und 110 kg
- horizontal vorwärts Halten, rechts: 40 kg
  - mit Rückwärtsneigen des Körpers: 50 kg

### Beidarmig
- in jeder Hand 30 kg langsam, senkrechtes nach oben Heben, horizontal seitliches Niederlassen und langsam horizontales nach vorn Führen
- in jeder Hand 50 kg langsames, gleichmäßiges Stemmen in militärischer Grundstellung zur Hochstreckhalte
- Stemmen langer Kugelstange: 110 kg
- mit Ruck zur Schulter Heben und dreimal Stemmen: 130 kg
  - einmal Stemmen: 150 kg

## Reminiszenz
Zur Erinnerung an Carl Abs benannte die Gemeinde Groß Godems am 11. April 2002 eine Straße nach ihm. Vom Frachtweg aus geht eine kleine Straße in ein Neubaugebiet ab, die nun den Namen des berühmten Ringkampfsportlers trägt.
Seit dem Frühjahr 2008 gibt es in Parchim das Projekt Vielfalt–ABSolut fair, das vom Kreisjugendring initiiert wurde. Beschäftigte unterschiedlicher Einrichtungen z. B. ehrenamtliche Trainer, Jugendarbeiter, der Jugendmigrationsdienst und Präventionsbeauftragte der Polizei bieten ein breites Angebot für Kinder und Jugendliche, unabhängig ihrer Herkunft.

Ziel des Projektes ist es allen Kindern und Jugendlichen die Möglichkeit zu regelmäßigen Sportaktivitäten zu eröffnen. So können die Kinder über dieses Projekt u. a. mit Vereinen und Trainern Kontakte knüpfen, ohne die üblichen Gebühren einer Mitgliedschaft zahlen zu müssen.
Im Rahmen dieses Projektes wurde auch der Carl-Abs-Pokal zum ersten Mal im Jahr 2008 verliehen.